# واکنش بلوسوف–ژابوتینسکی

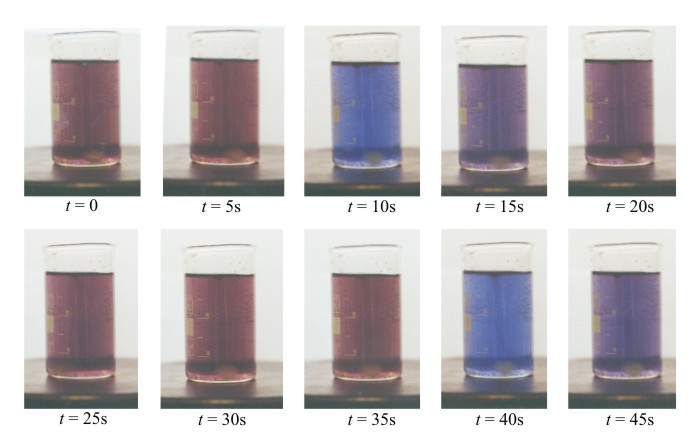
مخلوط واکنشی BZ که با گذشت زمان تغییر رنگ متناوب نشان می‌دهد.

واکنش بلوسوف-ژابوتینسکی (به انگلیسی: Belousov-Zhabotinskii reaction) به دسته‌ای از واکنش‌های ترمودینامیکی غیرتعادلی گفته می‌شود که منجر به ایجاد نوسانگر شیمیایی غیرخطی می‌شود. نوع کلاسیک این واکنش، واکنش اکسیداسیون مالونیک اسید با یون‌های برومات در حضور کاتالیزور سریوم یونی است که دو حالت اکسایشی ‎Ce3+‎ و ‎Ce4+‎ را شامل می‌شوند. با استفاده از شناساگر رنگی مناسب می‌توان پیشرفت واکنش را توسط تغییر رنگ محلول مشاهده کرد.